# Jas Ram Singh
O tenente-coronel Jas Ram Singh, AC (1 de março de 1935) era um oficial do exército indiano aposentado e recebedor de Ashoka Chakra, a mais alta decoração militar do tempo de paz da Índia. 

## Vida pregressa
O tenente-coronel Jas Ram Singh nasceu em 1 de março de 1935 na vila de Bhabokra, no distrito de Bulandshahr, em Uttar Pradesh.  Seu pai, Shri Badan Singh, era um simples fazendeiro e incutiu nos filhos honestidade, integridade e vida simples. Na ausência de instalações básicas e até de uma escola primária em sua aldeia, o tenente-coronel Jas Ram Singh teve que lutar na infância. Ele teve sua educação primária em outra aldeia, após a qual ingressou no NREC em Khurja para o ensino superior. 

## Carreira militar
Ele se juntou ao exército como um sinaleiro. Depois de servir em vários regimentos de sinais, ele foi selecionado como instrutor no Corpo Educacional do Exército, onde continuou até 1963. No mesmo ano, ele foi contratado como Oficial de Emergência da OTS, Madras, para o Regimento Rajput . 

## Operação em Mizo Hills
1968 O capitão Jas Ram Singh foi postado no Rajput Regiment em Mizoram.  No mesmo ano, ele liderava o pelotão do 16º Batalhão do Rajput Regiment, em Mizo Hills.  Ele recebeu informações de que alguns militantes estavam escondidos nas colinas de Mizo.  Depois de receber as informações, ele se esforçou e soube que cerca de 50 militantes estavam presentes em um vilarejo em Mizo Hills.  O capitão Jasram Singh, juntamente com dois pelotões, seguiu imediatamente para a vila.  Quando estavam prestes a chegar à vila, os pelotões foram alvo de pesados ataques de militantes, devido a uma característica dominante.  O capitão Jasram Singh liderou o ataque individualmente e invadiu a posição dos militantes.  Após esse ato corajoso, os militantes abandonaram a posição e fugiram.  Eles deixaram para trás dois mortos, seis feridos e uma enorme quantidade de armas e munições.  Nesse encontro completo, o capitão Jasram Singh demonstrou bravura e liderança mais conspícuas.  Por sua coragem, ele recebeu o Prêmio Ashoka Chakra.